# Grosser Bösenstein
Le Grosser Bösenstein (ou Großer Bösenstein), encore appelé Grosser Pölsenstein est un sommet des Alpes, à 2 448 m d'altitude, dans les Niedere Tauern, et en particulier le point culminant du chaînon du Rottenmanner Tauern, en Autriche (land de Styrie).